# Errol (New Hampshire)
Errol – miasto w Stanach Zjednoczonych, w stanie New Hampshire, w hrabstwie Coös.